# Влахо Држић
Влахо Држић (Дубровник, 20. децембар 1503. — Дубровник, 8. јануар 1567.) био је трговац и сликар из Дубровачке Републике.

## Биографија
Влахо Држић био је старији брат највећег дубровачког комедиографа Марина.
Влахо је дуго боравио у Италији, првенствено у Венецији где се бавио трговином и где је засновао породицу. У Венецији се 1535. оженио се Ангиолом, ћерком Ђеролама Мерендела. По женидби стекао је мираз од хиљаду дуката (у новцу, свадбеном прибору и солунској вуни). Синови Марио и Јероним рођени су у Венецији, а ћерке Аница (1547–1583) и Целија (1551 – ?) у Дубровнику, где је Влахо преселио породицу у пролеће 1545.
Влахо се кретао у кругу млетачких и дубровачких уметника и хуманиста, међу којима је био познат под именом Blasius Drusianus (Blasius Marini de Darsa, Blasius Marini de Derzza). У родни град се вратио 1541. где је од 1544. радио у државној служби као писар. Није био члан сликарског еснафа али је његово мишљење узимано за меродавно будући да је позиван да процењује вредност уметничких дела. Из писаних извора је познато да је у домовини наставио да се бави сликарством, златарством, дрворезбарством и дамаскирањем, али до данас ниједно његово дело није идентификовано.
Држић се 1548. обавезао да наслика иконостас за властелина Илији Бунићу. Песник Никола Наљешковић хвалио је рад Влаха Држића, глобус који се налазио код кардинала Рудолфа Пија (1500–1564) у Риму. Овај рад је похвалио и сијенски писац Алесандро Пиколомини (1508–1578).

Италијански хуманиста Пјетро Аретино је 1454. у једном од писама упућених Држићу хвалио његове "чудесне рукотворине" (mirabili lavori). Аретино је написао:
„Задржаћу кутију са чешљем коју си ми послао као реликвију пре него да је користим. Мој пример треба да следе сви који се радују лепоти твојих чудеса, јер својом уметношћу кожу претвараш у драго камење, које својим бојама лепо дочараваш. То је леп рад, лепо дело и лепа уметност (meravigliose opere ch’escono da voi)".
17. јула 1548. Влахо је пристао да за тридесет златника ослика олтарну слику племића Влаха Гучетића. Слику је завршио 14. августа. Мало веће је 20. јуна 1558. дозволило Држићу да нека своја дела прода на аукцији, али су пре тога дела морала да процене два владина комесара.
Држићеве уметничке и занатске вештине је након његове смрти опевао у стиховима Миха Моналдовић. Влахов син Јероним-Јеро, написао је 1603. на италијанском језику породичну историју насловљену Порекло и потомци породице Држић који су сада грађани Дубровника.